# Juan Escoiquiz

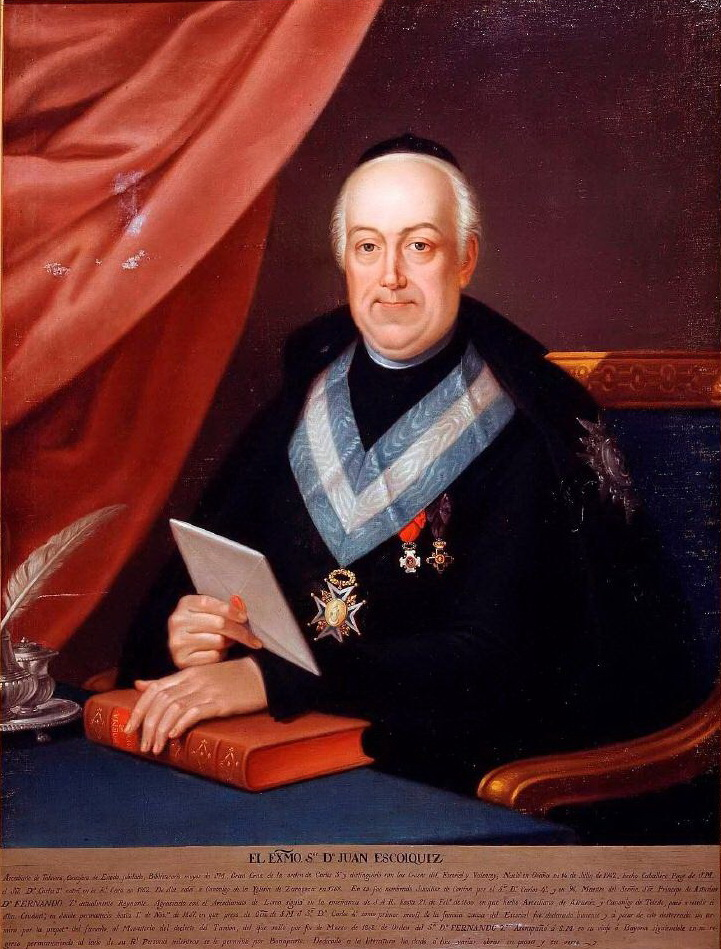
Bildnis des Juan Escoiquiz von José de Madrazo.

Juan Escoiquiz (* 1762 in Ocaña; † 19. November 1820 in Ronda) war ein spanischer Geistlicher, Staatsmann und Schriftsteller. Er war Lehrer des nachmaligen Königs Ferdinand VII. sowie später sein Vertrauter und Ratgeber.

## Leben
Juan Escoiquiz stammte aus einer altadligen Familie in Navarra. Sein Vater war General und eine Zeitlang Gouverneur von Oran gewesen. Nach Beendigung seiner ersten Studien trat Escoiquiz als Page in den Dienst des Königs Karl III. Dann entschied er sich für den Eintritt in den geistlichen Stand und wurde Kanoniker in Saragossa. Er erwarb sich zahlreiche Gönner und Freunde am Hof. Als daher für den Prinzen von Asturien und nachmaligen König Ferdinand VII. ein Lehrer gefunden werden sollte, fiel die Wahl auf Escoiquiz, der das Vertrauen seines Zöglings zu gewinnen wusste. Manuel de Godoy, der zur damaligen Zeit sehr mächtige Günstling König Karls IV., behauptete aber später in seinen Memoiren, dass Escoiquiz sein Wohlwollen durch Schmeichelei habe erringen wollen.

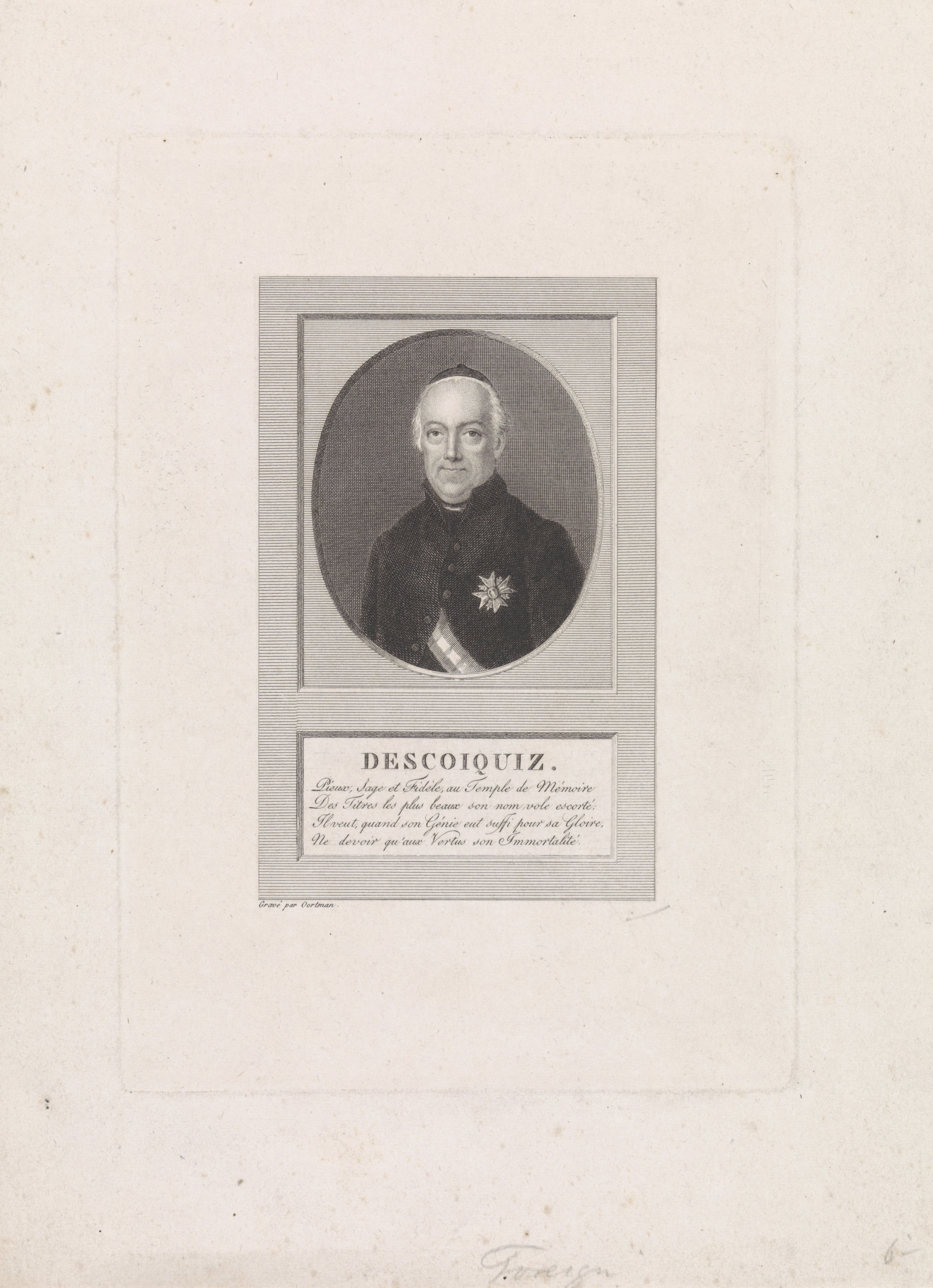
Bildnis des Juan Escoiquiz von Joachim Jan Oortman.

1789 veröffentlichte Escoiquiz eine spanische Übersetzung von Edward Youngs Night Thoughts. Er verfasste auch ein episches Gedicht über die Eroberung Mexikos (México Conquistada, 3 Bde., Madrid 1798). Seine Position als Lehrer des Thronerben steigerte unterdessen seinen Ehrgeiz. Er hoffte, wie frühere Hofkleriker Einfluss auf die spanische Politik nehmen zu können. Als Kronprinz Ferdinand heranwuchs und sich 1802 mit der neapolitanischen Prinzessin Maria Antonia vermählte, wurde Escoiquiz zunehmend ein einflussreicher Opponent des Friedensfürsten Godoy und dessen Bündnispolitik mit Frankreich. Godoy rächte sich an Escoiquiz, indem er dessen Verweisung nach Toledo bewirkte.
Der vom Hof verbannte Escoiquiz erhielt indessen ein Kanonikat in Toledo und blieb auch von hier aus durch einen geheimen Briefwechsel in fortwährender Verbindung mit dem Prinzen von Asturien. Er warnte auch Karl IV. und dessen Gattin durch mehrere Schreiben vor den ehrgeizigen Umtrieben Godoys, doch behauptete sich dieser in der Gunst des Königspaares. An der am 27. Oktober 1807 entdeckten Verschwörung von El Escorial, durch die der Kronprinz Ferdinand seinen Vater stürzen wollte, hatte Escoiquiz bedeutenden Anteil. Er wurde inhaftiert und wie andere Verschwörer vor Gericht gestellt, aber wie diese freigesprochen. Auch an der am 17. März 1808 ausgebrochenen Meuterei von Aranjuez war er beteiligt.
Nachdem der Kronprinz. kurz nach dieser Empörung als Ferdinand VII. den Thron bestiegen hatte, ließ er Escoiquiz die Wahl zwischen mehreren Ämtern; Escoiquiz trat als Staatsrat in den Dienst des Monarchen. Er riet zu der Reise nach Bayonne, die den König in die Hände Napoleons brachte, und begleitete Ferdinand selbst dahin. Napoleon kannte seinen Einfluss und suchte ihn für sich einzunehmen. Später verfasste Escoiquiz die Schrift Idea sencilla de las razones que motivaron el viage del rey don Fernando VII a Bayona …. (Madrid 1814), in der er die Gründe darlegte, die Ferdinand VII. bewogen, sich nach Bayonne zu begeben. Das Werk ist ein wichtiges historisches Dokument und wurde in viele Sprachen übersetzt, so ins Französische von Fr. Bruand (Exposé des motifs qui ont engagé …, Paris 1816). In den Unterredungen, die Escoiquiz 1808 in Bayonne mit Napoleon führte, sprach er freimütig und unerschrocken für die Rechte des spanischen Volks und seines Königs und empfahl diesem, unter keinen Umständen der Krone zu entsagen. Doch Ferdinand VII. verzichtete und erhielt Schloss Valençay zum Aufenthaltsort.
Escoiquiz bemühte sich noch, für Ferdinands Sache zu wirken und begab sich mit dem Herzog von San Carlos nach Paris. Doch wurden sie dort nicht lange geduldet; Escoiquiz wurde zuerst ebenfalls nach Valençay und bald darauf nach Bourges verwiesen. In dieser Stadt verweilte er viereinhalb Jahre bis zu seiner Freilassung und erhielt dabei die nötigen Geldmittel durch den spanischen Infanten. Hier übersetzte er auch 1813 John Miltons Paradise Lost ins Spanische.
Erst als der misslungene Russlandfeldzug 1812 und die Vertreibung seines Bruders Joseph aus Spanien Napoleon geneigt machten, sich mit Ferdinand VII. zu versöhnen und diesen als spanischen König anzuerkennen, erhielt Escoiquiz im Dezember 1813 die Weisung, sich zur Leitung der Unterhandlungen nach Valençay zu begeben. In deren Folge durfte Ferdinand VII. nach Madrid zurückkehren und Escoiquiz begab sich mit dem König wieder nach Spanien. Hier fiel er bei Ferdinand VII. in Ungnade und zog sich 1814 vom Hof nach Saragossa zurück, wurde aber auf Befehl des Königs in einem festen Schloss in Murcia inhaftiert. Noch einmal wurde er zurückgerufen, fiel aber erneut in Ungnade und musste nach Andalusien in die Verbannung gehen. Dort starb er am 19. November 1820 in Ronda.